# Kuivi
Kuivi är ett berg i Finland. Det ligger i Utsjoki kommun i landskapet Lappland, i den norra delen av landet, 1 100 km norr om huvudstaden Helsingfors. Toppen på Kuivi är 640 meter över havet. Kuivi ingår i Paistunturit.
Terrängen runt Kuivi är platt åt sydost, men åt nordväst är den kuperad. Kuivi är den högsta punkten i trakten. Trakten runt Kuivi är nära nog obefolkad, med mindre än två invånare per kvadratkilometer. Det finns inga samhällen i närheten. Omgivningarna runt Kuivi är i huvudsak ett öppet busklandskap.